# Луїс Арконада
Луїс Арконада (ісп. Luis Arconada, нар. 26 червня 1954, Сан-Себастьян) — колишній іспанський футболіст, що грав на позиції воротаря. Тричі володар трофею Самори. За опитуванням IFFHS посів 43-е місце серед найкращих воротарів Європи XX століття.
Протягом усієї кар'єри виступав за «Реал Сосьєдад», з яким став дворазовим чемпіоном Іспанії, а також національну збірну Іспанії.

## Клубна кар'єра
Народився 26 червня 1954 року в місті Сан-Себастьян. Вихованець футбольної школи клубу «Ленгокоак», кантера якого знаходилася недалеко від його будинку.
1970 року Арконада перейшов в «Реал Сосьєдад», проте спочатку він був гравцем другої команди — «Сан-Себастьян», і лише 1974 року почав виступати за основну. У перших сезонах в «основі» «Сосьєдада» Арконада був у запасі клубу, першим і другими голкіперами в команді були Педро Марія Артола і Хав'єр Уррутікоечеа. 1975 року Артола перейшов в «Барселону» і Арконада зайняв місце другого голкіпера. 22 жовтня 1975 року Арконада дебютував у команді в матчі на Кубок УЄФА проти «Ліверпуля», а ближче до кінця сезону Арконада став першим номером команди, через Уррутікоечеа, який перейшов в «Еспаньйол».
З 1976 року і впродовж 13-ти років Арконада був беззмінним основним голкіпером «Сосьєдада», зігравши за клуб 551 матчів, з них 414 матчів у чемпіонаті Іспанії. Арконада виграв з клубом 2 чемпіонати країни, кубок і суперкубок Іспанії, був срібним призером першості 1980 року, коли Сосьєдад встановив рекорд за кількістю безпрограшних матчів, не побитий досі. У 1983 році Арконада разом з «Реал Сосьєдадом» дійшов до півфіналу Кубка чемпіонів, в якому програв майбутньому переможцю «Гамбургу». Були у Арконади і неприємні моменти в кар'єрі, так в сезоні 1985–86 він отримав травму в першому ж турі чемпіонату, після чого був змушений пропустити частину сезону, а іншу частину провести на лаві запасних завдяки молодому голкіперу клубу Агустіну Ельдуаєну, який прекрасно себе проявив, але по закінченні сезону Ельдуайен перейшов в «Атлетіко Мадрид» і Арконада знову став основним голкіпером команди.
1987 року завдяки 33-річному Арконаді «Реал Сосьєдад» виграв національний кубок, перемігши в серії післяматчевих пенальті мадридський «Атлетіко», а на наступний рік «Сосьєдад» зайняв друге місце в чемпіонаті і вийшов у фінал кубка країни.
Завершив професійну кар'єру футболіста виступами «Реал Сосьєдад» у 1989 році.

## Виступи за збірну
1976 року Арконада у складі олімпійської збірної Іспанії поїхав у Монреаль на XXI літні Олімпійські ігри, де Арконада зіграв у двох матчах, пропустивши три голи, а іспанці програли обидва матчі і не подолали груповий етап.
У національній збірній Іспанії Арконада грав з 1977 по 1985 рік, провівши 68 матчів (за цим показником Арконада входить в десятку гравців збірної за всю її історію), в яких пропустив 62 голи, в частині ігор Арконада виводив свою збірну на поле з капітанською пов'язкою.
27 березня 1977 року Арконада дебютував у першій команді Іспанії у матчі зі збірної Угорщини, а вже наступного року Арконада у складі збірної поїхав на чемпіонат світу 1978 року в Аргентині, але на поле не виходив.
1980 року Арконада, вже як перший воротар, поїхав на чемпіонат Європи, потім грав на домашньому чемпіонату світу 1982 року, а в 1984 році Арконада поїхав на чемпіонат Європи у Францію, де іспанці дійшли до фіналу, в якому француз Мішель Платіні забив перший м'яч через помилку Арконади, який пропустив м'яч під собою після нескладного удару. Після гри, програної збірною Іспанії, цей гол назвали «Гол Арконади». Після травми 1985 року Арконаду перестали викликати в збірну країни. Провів кілька матчів Арконада і за збірну Басконії.
У збірній Іспанії Арконада став відомий ще й тим, що перед чемпіонатом світу відмовився надягати гетри, на яких був зображений прапор збірної Іспанії. Багато в чому це пов'язували з тим, що Арконада був етнічним баском, але за іншою версією це було пов'язано з якимось забобоном гравця, який всю свою кар'єру грав у білих гетрах, як у клубі, так і в збірній. Ще однією прикметою Арконади став той момент, що він не змінював модель футболки, поки в ній не програвав.

## Титули і досягнення

### Командні
- Чемпіон Іспанії (2):

«Реал Сосьєдад»: 1980-81, 1981-82
- Володар Кубка Іспанії (1):

«Реал Сосьєдад»: 1986-87
- Володар Суперкубка Іспанії (1):

«Реал Сосьєдад»: 1982
- Віце-чемпіон Європи: 1984

### Особисті
- Трофей Самори: 1979-80, 1980-81, 1981-82